# Philipp Muntwiler
Philipp Muntwiler (25 februari 1987) is een Zwitsers voetballer (verdediger) die sinds 2006 voor de Zwitserse eersteklasser FC St. Gallen uitkomt. 